# 벨레이아

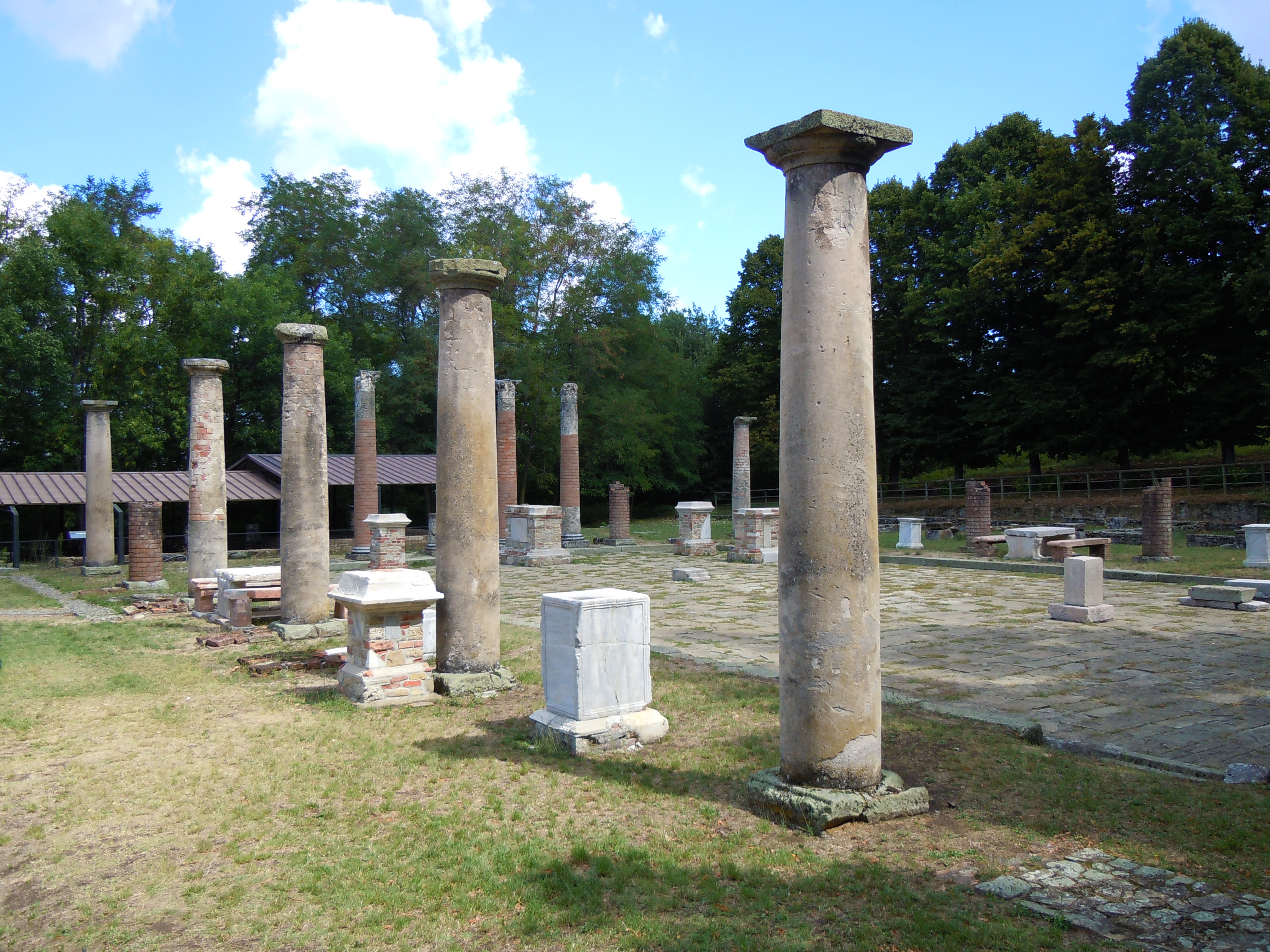
벨레이아의 유적지와 안티콰리움 - MIBAC

벨레이아(Veleia)는 플라켄티아에서 남쪽 15 km (9 mi)로 거리에 있는 이탈리아 아이밀리아에 있는 고대 도시이다. 아이밀리아에 있는 도시들 중 하나로 플리니우스에게 언급된바 있으며, 그럼에도 벨레이아인들은 리구리아인들이었다. 베스파시아누스 황제 시기의 인기 조사 때, 이곳의 주민들은 긴 수명으로 주목을 받았다. 1747년까지 더 이상 알려지지 않다가, 몇몇 농사꾼들이 현재 파르마 국립 고고학 박물관에 있는 타불라 알리멘타리아를 찾아냈다. 이 고대의 커다란 청동판(1.3 m by 2.8 m)은 벨레이아, 리바르나, 플라켄티아, 파르마, 루카 지역의 토지들이 명시되어 있는데, 이 지역들의 46개의 토지를 물채 담보로 트라야누스는 서기 102년 이전에 72,000 세스테르티우스, 그 뒤로 1,044,000 세스테르티우스를 할당하였다. 13,000,000 세스테르티우스가 넘는 것으로 여겨지는 물채 담보 총액의 5% 이자는 소년 266명과 소녀 6명의 지원금으로 사용되었으며, 전자는 한달에 16 세스테르티우스, 후자는 12 세스테리우스를 받았다.
벨레이아에 대한 발굴이 1760년에 시작되었고, 처음에는 성공적이었다. 포룸과 바실리카, 테르메와 원형극장, 개인 주택들, 조각상들(바실리카에서 대리석 조각상 12개, 하드리아누스 청동 두상), 비문들이 발견되었다. 로마 이전 시기의 화장(火葬)을 한 무덤이 그다지 높지 않은 가치를 지닌 청동 및 철제 유물들과 함께 발견되기도 하였다. 그런데 1876년까지 간헐적으로 이뤄진 이후의 발굴에선 그렇게 성과있는 결과가 나오지 않았다. 이곳에서 가장 오래된 기념물은 로마인들의 선거권 특권의 확대와 관련한 갈리아 키살피나 지역의 사법을 다룬, 기원전 49년의 Lex Rubria de Gallia cisalpina의 내용의 부분이 있는 청동 서판의 서기 276년에 만들어진 최신 서판이다. 발견된 대부분의 유물들은 파르마의 박물관에 있다.
벨레이아가 언제 어떻게 버려졌는지는 불확실한데, 산사태로 인해 이곳이 파괴되었다는 이전의 가설은 1876년의 발굴 당시에 잘못된 가설로 판명되었다.